# Нийл Робъртсън
Нийл Робъртсън (на английски: Neil Robertson) е австралийски професионален играч на снукър. Роден е през 1982 г. и рано започва да се занимава със снукър. Когато е на 14 години, той става най-младият играч на снукър, постигал сенчъри брейк (100 или повече точки) на състезание в Австралия. След това, когато е на 17 години той достига до третия квалификационен кръг на световното първенство. През юли 2003 г. Нийл Робъртсън става победител в Младежкото световно първенство по снукър в Нова Зеландия. Това му печели правото да участва в основната ранглиста. Световен шампион през 2010 г.
През 2005 г. Робъртсън за пръв път се класира за финалната фаза на Световното първенство, след като успешно преминава през квалификациите. През тази година Нийл отпада още в първи кръг на първенството, след като жребият на състезанието го изправя срещу Стивън Хендри. Техният мач завършва при резултат 10 на 7 фрейма за Хендри. В състезанието през 2005 г. участва и австралиеца Куинтен Хан. По този начин на световното първенство има двама анстралийци за пръв път след 1991 г.
През сезон 2005/2006 Нийл Робъртсън продължава да напредва в световната ранглиста като в крайна сметка успява да достигне до топ 16 за следващия сезон. На Световното първенство през 2006 г. той прави много силно участие като достига до четвъртфинала, където е победен от Греъм Дот. В този мач Греъм Дот бързо повежда в мача, но от резултат 12 на 8 Робъртсън успява да доведе мача до 12 на 12 фрейма, но не успява да спечели мача.
През 2006 г. Нийл Робъртсън се класира пръв в своята група на нововъведената групова фаза на турнира Гран При. От петте си мача в групата той има 4 победи като губи само от Найджъл Бонд. Във втория си мач от елиминационната фаза Робъртсън побеждава основния фаворит за спечелване на състезанието - Рони О'Съливан с 5 на 1 фрейма. Побеждава също така Алан МакМанъс с 6 на 2 на полуфинала, след като първоначално губи 2 фрейма, а след това печели 6 последователни партии. На финала Нийл Робъртсън се изправя срещу Джейми Коуп и го побеждава с 9 на 5 фрейма, което става и първото му спечелено професионално състезание за възрастни. По този начин Робъртсън става първият играч, роден извън рамките на Обединеното кралство, печелил някога Гран При.
След ранни отпадания в Първенството на Обединеното кралство и Мастърса, Нийл Робъртсън успява да се класира за финала на Откритото първенство на Уелс. По пътя си към финала той побеждава Стивън Хендри с 5 на 3 фрейма, Рони О'Съливан с 5 на 4 и Стив Дейвис с 6 на 3, за да се изправи на финала срещу абсолютния квалификант Андрю Хигинсън. В този мач Робъртсън повежда с 6 на 2, но след това Хигинсън успява да доведе резултата до 6 на 8 в своя полза, правейки пълен обрат. В крайна сметка Нийл Робъртсън успява да спечели мача с 9 на 8 фрейма.
Нийл Робъртсън печели първото издание на Първенството на Бахрейн (снукър) през 2008 г. след блестяща игра през целия турнир и победа във финала над Марк Уилямс с 9 - 7 фрейма. Това е трета ранкинг титла за австралиеца! Късмет за Робъртсън е липсата от турнира на звездите Джон Хигинс, Стив Дейвис, Марк Селби и Дин Джънхуй.
На 3. Май 2010 Робъртсън спечели Световното първенство за първи път в кариерата си.
На 12. Май 2010 Нийл стана баща на син, Александър от норвежката си приятелка Мили.

## Сезон 2009/10
| Турнир                    | Резутат   | Спечелени пари | Ранкинг точки | Най-голям брейк | 100+ брейк | 50+ брейк | Брой спечелени срещи |
| ------------------------- | --------- | -------------- | ------------- | --------------- | ---------- | --------- | -------------------- |
| Шанхай мастърс 2009       |           | £              |               |                 |            |           |                      |
| Гран При 2009             |           | £              |               |                 |            |           |                      |
| Британско първенство 2009 |           | £              |               |                 |            |           |                      |
| Мастърс 2010              |           | £              |               |                 |            |           |                      |
| Първенство на Уелс 2010   |           | £              |               |                 |            |           |                      |
| Първенство на Китай 2010  |           | £              |               |                 |            |           |                      |
| Световно първенство 2010  | победител | £              |               |                 |            |           |                      |
| World open 2010           | победител | £              |               |                 |            |           |                      |
| Общо                      |           | £              |               |                 |            |           |                      |